# Fornells de la Selva
Fornells de la Selva é um município da Espanha na comarca de Gironès, província de Girona, comunidade autónoma da Catalunha. Tem 11,84 km² de área e em 2021 tinha 2 700 habitantes (densidade: 228 hab./km²).

## Demografia
| Variação demográfica do município entre 1991 e 2004 | Variação demográfica do município entre 1991 e 2004 | Variação demográfica do município entre 1991 e 2004 | Variação demográfica do município entre 1991 e 2004 |
| --------------------------------------------------- | --------------------------------------------------- | --------------------------------------------------- | --------------------------------------------------- |
| 1991                                                | 1996                                                | 2001                                                | 2004                                                |
| 1152                                                | 1308                                                | 1627                                                | 1760                                                |